# Annefleur Kalvenhaar
Annefleur Kalvenhaar (* 10. Juni 1994 in Wierden; † 23. August 2014 in Grenoble, Frankreich) war eine niederländische Radsportlerin, die als Mountainbikerin, bei Querfeldeinrennen (Cyclocross) und im Straßenradsport aktiv war.
Im Alter von 13 Jahren bekam Kalvenhaar ein Rennrad zum Geburtstag und begann, Radrennen zu bestreiten. 2011 wurde sie niederländische Mountainbike-Meisterin der Junioren und im Jahr darauf erneut; 2012 wurde sie zudem niederländische Junioren-Meisterin im Querfeldeinrennen. 2013 gewann sie die Goldmedaille bei den Cyclocross-Europameisterschaften (U-23) und wurde niederländische Vizemeisterin auf dem Mountainbike.
Am 22. August 2014 startete Kalvenhaar, Studentin der Physiotherapie, bei der Qualifikation zum Mountainbike-Weltcupfinale im französischen Méribel. Im Zeitfahren prallte sie auf die Kante einer Holzbrücke, überschlug sich bergab und erlitt schwere Hirnblutungen. Mit einem Rettungshubschrauber wurde sie in das Centre hospitalier universitaire Grenoble Alpes gebracht, in dem sie einen Tag später ihren Verletzungen erlag. Es war der erste tödliche Vorfall in der Geschichte des Mountainbike-Weltcups.